# Zajícovci
Zajícovci (Lagomorpha; dříve též dvojitozubci, duplicidentata) jsou řádem savců obsahujícím čeleď pišťuchovití a zajícovití.

## Charakteristika
Zajícovci žijí na všech kontinentech kromě Antarktidy, přičemž do Austrálie a na mnohá další místa byli zavlečeni člověkem. Všechny druhy žijí na zemi a jsou býložravé.
Druhy z řádu zajícovců se nápadně podobají hlodavcům (Rodentia) a také do 20. století byli řazeni jako nadčeleď řádu hlodavců. Dnes jsou obvykle řazeni zvlášť, avšak jako hlodavcům blízce příbuzní (společný taxon zajícovců s hlodavci se nazývá Glires). Řád zajícovců byl vytvořen v roce 1945, poté, co byli králíci, zajíci a pišťuchy definitivně odštěpeni od řádu hlodavců.

## Popis
Zajíci připomínají velké hlodavce se zakrnělým nebo velmi krátkým ocasem. Podobně jako hlodavci mají dobře vyvinuté hypselodontní řezáky, které jim rostou po celý život. Řezáky jsou pokryté sklovinou po celém povrchu zubu (na rozdíl od hlodavčích řezáků, které mají sklovinu pouze na předním povrchu). Druhý pár řezáků se skrývá za prvními zuby, čímž se zajícovci také liší od hlodavců.
Kromě utváření dentice (chrupu) mají zajíci společný ještě jeden znak – jejich šourek je umístěn před penisem. Takové uspořádání se vyskytuje pouze u zajíců a vačnatců.
Všichni zajícovci jsou typickými býložravci a tomu mají také přizpůsobenou trávicí soustavu s nadměrně velkým slepým střevem. Protože neumějí dokonale trávit vlákninu (jsou tzv. monogastry), nemohou z potravy vytěžit všechny potřebné látky. Proto se u nich vyvinula tzv. cékotrofie – zvířata požírají natráveninu z vlastního tlustého a slepého střeva bohatou na živiny a vitamíny. Tyto prvotní výkaly projdou znovu celým zažívacím procesem, a zvířata tak získávají z potravy maximum stavebních látek (pozor, nezaměňovat s koprofágií).

## Chov
Divoce žijící příbuzné druhy lze v zajetí těžko chovat.

Jiná situace je u domácích plemen králíka, jehož divokým předkem je králík divoký, který byl domestikován již v období starověku. Některá původní plemena králíků zůstávají v chovech drobnochovatelů, kteří je udržují jako genetické zdroje.

Zástupci čeledi pišťuchovití (Ochotonidae) jsou téměř všichni ohroženými druhy a jejich chov v zajetí je vzácný. Jako jediná z pišťuch se vyskytuje i na území Evropy pišťucha stepní (Ochotona pusilla).
Z čeledi zajícovitých (Leporidae) je např. velmi těžké chovat v zajetí evropského zajíce polního. V zoo po celém světě se chová omezeně jen několik druhů zajíců – zajíc japonský (Lepus brachyurus), zajíc tmavoocasý (Lepus californicus).
Zajíci mají výraznou rozmnožovací schopnost a v prostředí bez přirozených nepřátel se rychle stanou invazním druhem. Zajícovci se nevyvinuli z hmyzožravců, nýbrž z prakopytníků.

## Pohyb
Zajícovci jsou obvykle velmi dobrými běžci a skokany. Druhy jako zajíc polní dokážou běžet rychlostí kolem 55 km/h a dělají skoky dlouhé až kolem pěti metrů.